# Ершовы
Ершовы — древние русские дворянские роды.
Древнейший из них восходит к середине XVI века и внесён в I часть родословной книги Витебской губернии.

## Происхождение и история рода
В родословной книге из собрания князя Михаила Андреевича Оболенского упомянуто происхождение двух родов Ершовых:
1. Род Ершовых происходит от московского тысяцкого Алексея Петровича Хвоста и их однородцами являются: Хвостовы, Отяевы, Пыжовы, Дюпины, Белкины, Лебедевы, Шафровы.
2. Род Ершовых происходит от Монастырёвых и их однородцами являются Судоковы, Сорочины, Башины[1].

Дмитрий Петрович Ершов служил в псарях и владел поместьем в Тверском уезде (1539).
Алексей Григорьевич Ершов, после взятия Казани (1552), послан по разным областям покоренного казанского царства, приводить жителей к присяге российскому Царю, с войском на Волге усмирял от казацких разбоев (1557), находился при Царе во время Полоцкого похода (1563), подписался под приговором Земской думы о войне с Польшей (02 июля 1566). Сын его Иван Алексеевич участвовал в осаде и взятии Казани в чине стрелецкого головы, и также подписался у вышеупомянутого приговора Земской думы, оба они помещики Московского уезда. Иван и Григорий Александровичи служили по Мурому. Бажен и Василий Петровичи владели поместьями в Нижегородском уезде (1613).
Гавриил Матвеевич, торопецкий дворянин, убит при осаде Смоленска, (1634), при той же осаде ранен и умер от раны Никита Фёдорович, дворянин ярославский. Кондратий Ершов служил в детях боярских по Ливнам (1639), его сын Пётр помещик Ливенского уезда (1678).
Ершов Василий Семёнович думный дьяк (1692).
Трое Ершовых владели населёнными имениями (1699).

## Описание гербов

#### Герб дворян Ершовых
Герб не внесён в ОГДР, Гербовник царства Польского или Дипломные сборники: в лазуревом поле серебряная рыба в пояс, сопровождаемая вверху и внизу двумя золотыми шестиконечными звёздами. Щит увенчан дворянским шлемом и короною. Нашлемник: серебряный с червлёными на концах перьями и таковыми же глазами, сокол. Намёт: лазуревый с серебром.

#### Герб. Часть XIX. № 122.
Герб Ершовых-Павловичей: в голубом щите три один под другим золотых ерша. Над щитом дворянский коронованный шлем. Нашлемник: встающий вправо золотой барс с красными глазами и языком, держащий в правой лапе серебряный с золотой рукоятью меч. Намёт: голубой с золотом. Девиз: «ЗА БОГА, ЦАРЯ-САМОДЕРЖЦА И РУСЬ» золотыми буквами на голубой ленте.
Примечание: герб утверждён в Царском селе (15 марта 1912). Определением Правительствующего Сената, по Департаменту Герольдии, (22 апреля 1909), штабс-капитан Владимир Александров Ершов-Павлович, с женою его Любовью Сергеевою и детьми их Меланиею и Георгием, по полученному (1814), дедом его чину прапорщика, признан в потомственном Дворянстве, с правом на внесение во вторую часть Дворянской родословной книги.

## Известные представители
- Василий Семёнович (1672—?) — российский государственный деятель, второй губернатор Московской губернии.
- Захар Иванович, — секунд-майор, от брака с Екатериной Васильевной Хрущовой, имел сына Ивана Захаровича (1777—1852) — русского генерала. Он женат был на Евдокии Семеновне Жегулиной, оставил двух сыновей:
- старший, Иван Иванович (1806—1864) — полковник в отставке, был женат на княжне Варваре Сергеевне Вяземской; имел двух сыновей:
  - Владимира Ивановича (1844—1899) — русский генерал, Оренбургский губернатор и наказной атаман Оренбургского казачьего войска
  - Сергея Ивановича (1856—1869)
- Николай Иванович, женат на Елизавете Сергеевне Михалковой (ум. 1896).